# إلبيرت اندروز
إلبيرت اندروز (بالإنجليزية: Elbert Andrews)‏ هو لاعب كرة قاعدة أمريكي، ولد في 11 ديسمبر 1901 في غرينوود في الولايات المتحدة، وتوفي بنفس المكان في 25 نوفمبر 1979.

## وصلات خارجية
- إلبيرت اندروز على موقعبيزبول رفرنس.كوم (الدوري الرئيسي) (الإنجليزية)
- إلبيرت اندروز على موقعبيزبول رفرنس.كوم (الدوري الثانوي) (الإنجليزية)